# Entwicklungsdiktatur
Die Entwicklungsdiktatur galt in der Zeit nach dem „Afrikanischen Jahr“ (1960) als die Staatsform, die am Anfang den aus der Kolonialherrschaft entlassenen Staaten helfen könne, zu einer nationalen Einheit zu finden (vgl. Dekolonisation, Nation-Building).
Während diese Theorie für die südamerikanischen und die jungen afrikanischen Staaten bald als eine eher weniger überzeugende Rechtfertigung  erschien, werden
Südkorea und Malaysia auch gegenwärtig noch oft positiv bewertet.
In Chile berief sich Augusto Pinochet auf dieses Konzept.
Der türkische Staatsgründer Mustafa Kemal Atatürk, der den jungen Staat reformierte und zur Demokratie führen wollte, ließ sich auch als Entwicklungsdiktator bezeichnen.